# Mothership (Dance Gavin Dance)
Mothership è il settimo album in studio del gruppo musicale statunitense Dance Gavin Dance, pubblicato nel 2016.

## Tracce
1. Chucky vs. The Giant Tortoise – 3:56
2. Young Robot – 3:39
3. Frozen One – 2:48
4. Flossie Dickey Bounce – 2:54
5. Deception – 3:52
6. Inspire the Liars – 4:35
7. Philosopher King – 3:39
8. Here Comes the Winner – 4:47
9. Exposed – 3:32
10. Betrayed by the Game – 3:10
11. Petting Zoo Justice – 3:27
12. Chocolate Jackalope – 3:50
13. Man of the Year – 5:34

## Formazione
- Tilian Pearson – voce
- Jon Mess – voce
- Will Swan – chitarra, voce (traccia 12)
- Tim Feerick – basso
- Matthew Mingus – batteria, percussioni